# L'Affût
Pour plus de détails, voir Fiche technique et Distribution.
L'Affût est un film français réalisé par Yannick Bellon, sorti en 1992

## Synopsis
Après de longues années, Isabelle revient s'installer dans son village d'enfance. Elle y retrouve Guy, son ami d'enfance, mais découvre aussi Jean, un instituteur ornithologue opposé à la chasse aux oiseaux, qui voudrait créer une réserve ornithologique.

## Fiche technique
- Scénario : Yannick Bellon, Michel Fessler, Benjamin Legrand, Rémi Waterhouse
- Réalisation : Yannick Bellon
- Photographie : Pierre-William Glenn
- Montage : Michel Lewin
- Musique : Antoine Duhamel
- Durée : 103 minutes

## Distribution
- Tchéky Karyo  : Jean Vergier
- Dominique Blanc : Isabelle Morigny
- Patrick Bouchitey : Guy
- Jean-Pierre Sentier : Etienne, le maire
- Michel Robin : Marcel, le garde-chasse
- Carlo Brandt : Franck
- Michel Fortin : Gilles
- Pierre-Octave Arrighi : Pierre
- Philippe Laudenbach : M. Tremblay
- Jean-Pierre Savinaud
- Gilles Najean
- Evelyne Buyle : Samantha
- Patrick Catalifo : le jeune marié